# ترکمن‌ائلی

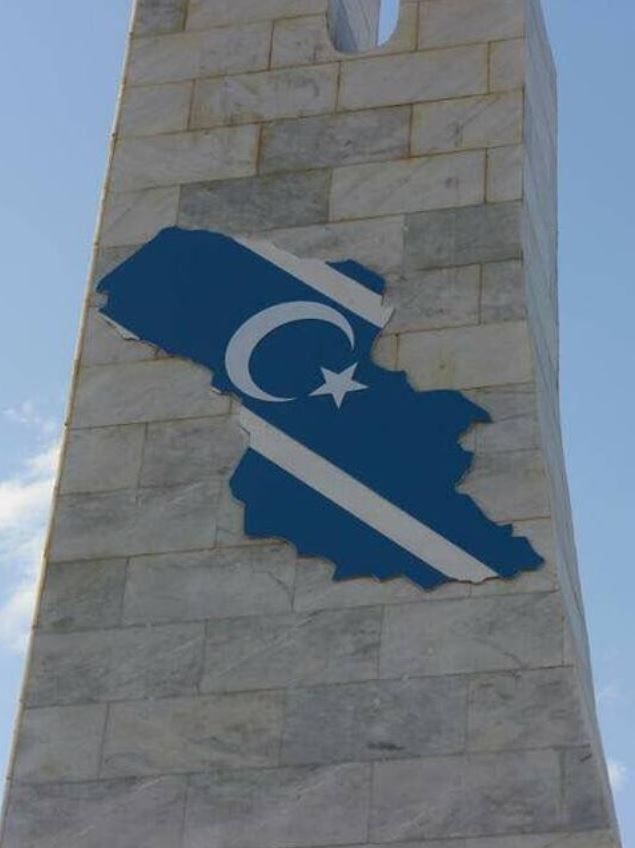
نقشه ترکمنلی روی یک بنای یادبود در آلتون کوپری.

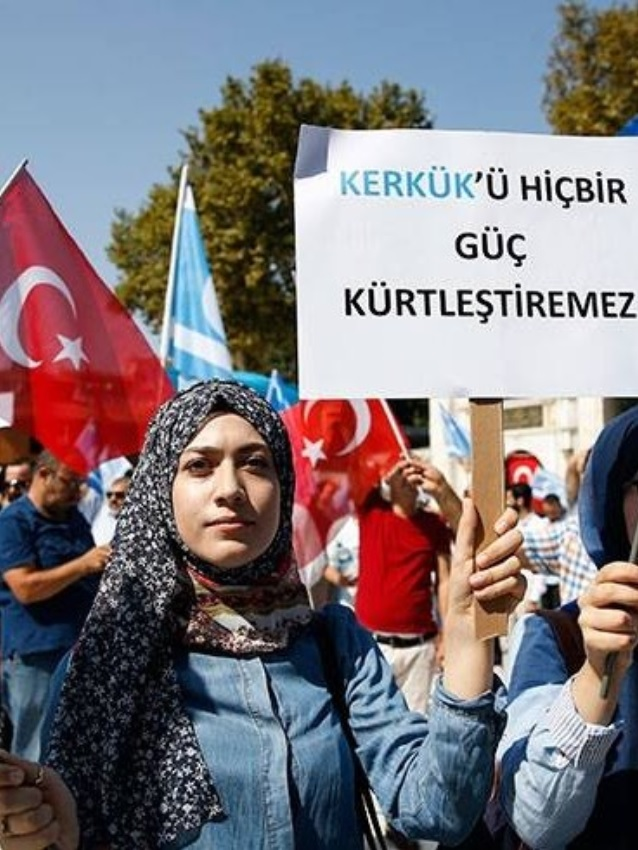
یک زن ترکمان عراقی پلاکاردی در دست داشت که به زبان ترکی نوشته شده: هیچ قدرتی نمی‌تواند کرکوک را کردیزه کند هر چند که جمعیت ترکمان ها در کرکوک اقلیت محسوب میشود.

ترکمن‌ائلی، ترکمن‌لی و همچنین با نام ترکمن‌لند، و از نظر تاریخی با نام ترکمانیه، (ترکی: Türkmeneli "سرزمین ترکمانان") شناخته می‌شود، اصطلاحی سیاسی است که برای تعریف گستره وسیعی از سرزمین‌هایی که در آن ترکمانان عراقی از نظر تاریخی دارای جمعیت غالب بوده‌اند، استفاده می‌شود. این اصطلاح شامل وطن ترکمن / ترکمان عراق است که از مرز عراق با ترکیه و سوریه شروع می‌شود و به شکل مورب تا مرز با ایران امتداد دارد.
به‌طور خاص، ترکمن‌ها / ترکمانان پایتخت ترکمنلی را شهر مورد مناقشه کرکوک می‌دانند و مرزهای آن نیز شامل تلعفر، موصل (دومین شهر بزرگ عراق)، اربیل (پایتخت اقلیم کردستان)، مندلی و توز خورماتو است. طبق گفته‌های لیام اندرسون و گرت استنسفیلد، از ترکمن / ترکمان یاد می‌کند که اصطلاح "Turcomania" - نسخه انگلیسی شده "ترکمنلی" - بر روی نقشه منطقه منتشر شده توسط ویلیام گاتری در سال ۱۷۸۵ وجود دارد، اما اشاره روشنی به ترکمنلی تا پایان قرن بیستم نبوده‌است.

## سرزمین ترکمن / ترکمان

ترکمن‌ها / ترکمانان عراقی به‌طور کلی چندین شهر بزرگ و مناطق کوچک مرتبط با این شهرها را بخشی از سرزمین خود می‌دانند. شهرهای بزرگ ادعا شده‌است که به ترتیب شمال به جنوب بخشی از ترکمنلی هستند، شامل: موصل، اربیل، کرکوک، صلاح‌الدین و دیاله، تلعفر، سنجار، آلتون کوپری، کفری، خانقین، قیزیل ریبات، بعقوبه و مندلی. در نتیجه، منطقه ترکمنلی بین مناطق عرب‌نشین در جنوب و مناطق کردنشین در شمال قرار دارد.

## چشم‌انداز یک منطقه خودمختار

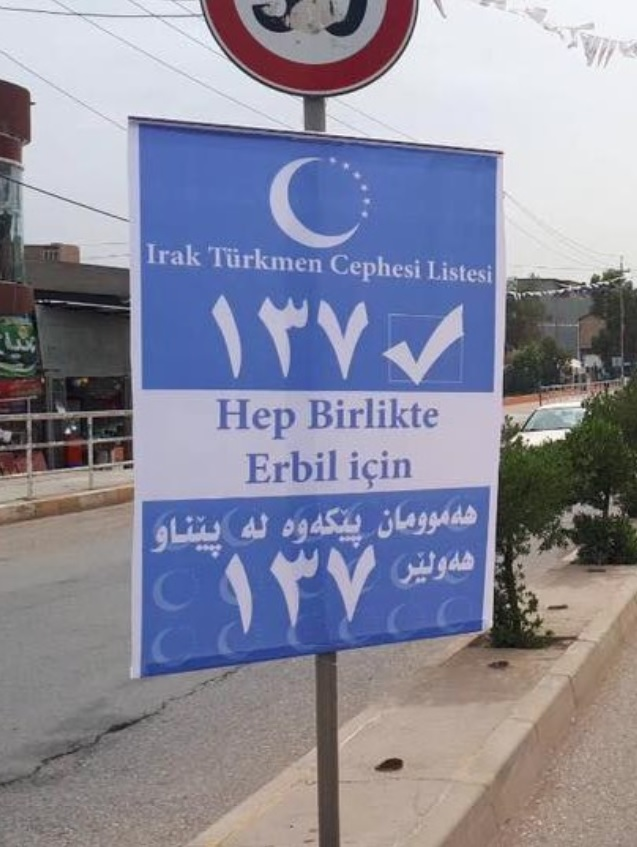
منطقه ترکمان ها در عراق

به گفته خلیل عثمان «مجموعه‌ای از طرح‌های فدرالیستی» وجود داشته‌است که توسط احزاب سیاسی مختلف ترکمن / ترکمان ارائه شده‌است. به عنوان مثال، یک پیشنهاد بحث‌برانگیز برای ایجاد ترکمنلی به عنوان یک منطقه خودمختار ترکمن / ترکمان شامل مناطق شمال‌غربی عراق، از تلعفر در استان نینوا، از طریق استان کرکوک و منطقه توز خورماتو در استان صلاح‌الدین در شمال مرکزی عراق، تا مندلی در استان دیاله در شمال شرقی بغداد.
به عقیده وهرام پطروسیان، جبهه ترکمان عراق (ITF) با ارائه ایده به رسمیت شناختن ترکمنلی می‌تواند زمینه را برای درگیری آتی کردها و ترکمان‌ها فراهم کند.
در سال ۲۰۱۶ واسم باسم گزارش داد که ترکمن‌ها / ترکمان‌ها خواستار استان مستقل خود در منطقه تلعفر هستند. خواسته‌های آنها همزمان با درخواست برای ایجاد سایر استان‌های جدید برای اقلیت‌های مسیحی و ایزدی بود.
در ۱۷ ژوئیه ۲۰۱۷، ترکمانان پیشنهاد کردند که تلعفر و توز خورماتو به یک منطقه خودمختار ترکمان تبدیل شوند و خواستار «وضعیت ویژه» کرکوک در اجلاس بغداد تحت عنوان «آینده ترکمن‌ها در عراق متحد» شدند. همچنین ایشان خواستار «آموزش و تجهیز نیروهای ترکمن حشد الشعبی» بودند.